# Байернаумбург

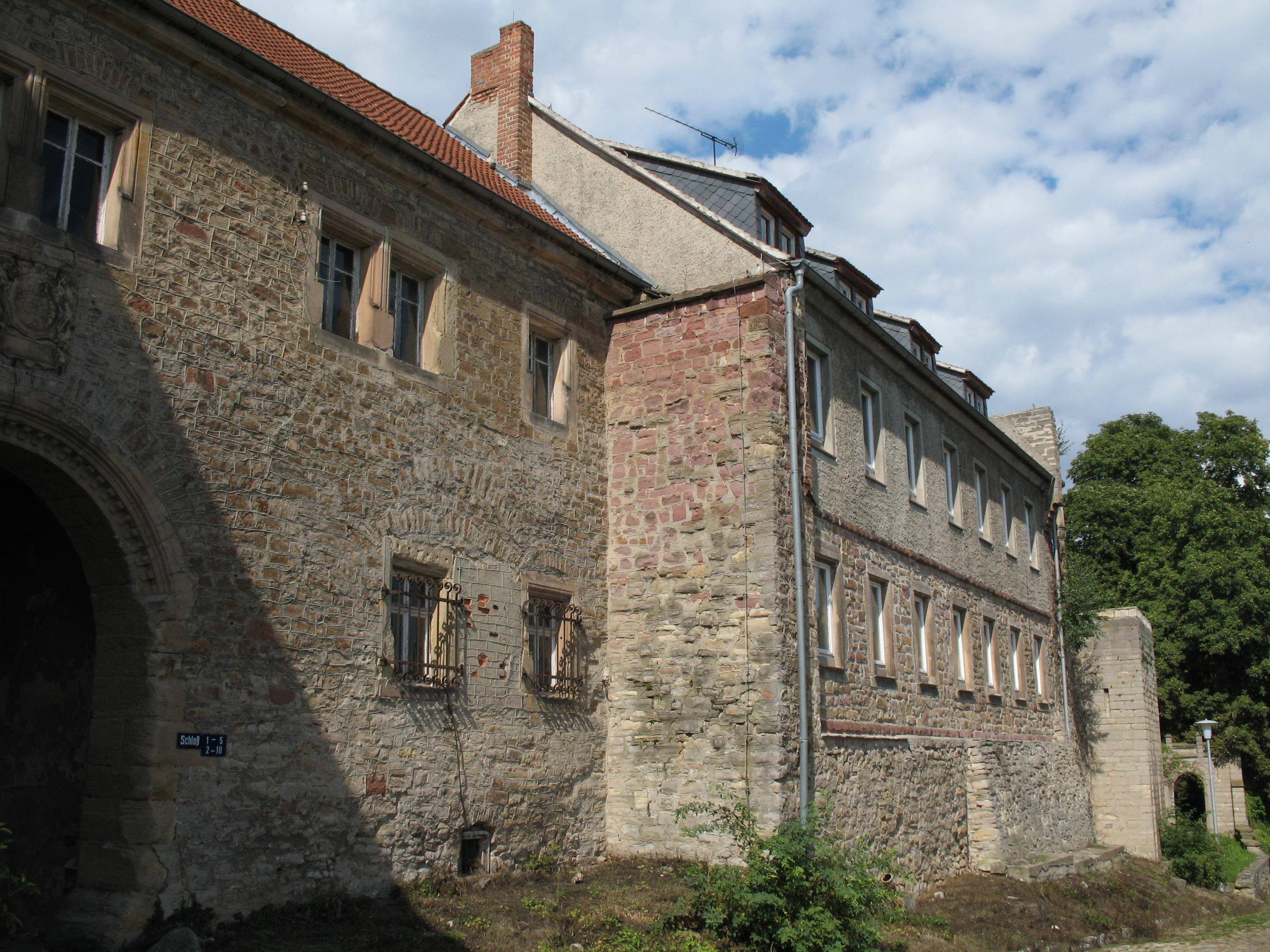

Байернаумбург (нем. Beyernaumburg) — коммуна в Германии, в земле Саксония-Анхальт. 
Входит в состав района Зангерхаузен. Подчиняется управлению Альштедт-Кальтенборн.  Население составляет 778 человек (на 31 декабря 2006 года). Занимает площадь 12,61 км².